# تاریخ گرگ‌ها
تاریخ گرگ‌ها اولین رمان بلند نوشته شده توسط امیلی فریدلوند در سال ۲۰۱۷ است. در سپتامبر سال ۲۰۱۷، این کتاب در فهرست نامزدهای جایزه جایزه ادبی من بوکر ۲۰۱۷ قرار گرفت.
این رمان از زبان لیندا، دختری ۱۴ ساله می‌گوید که خانواده وی آخرین ساکنین یک کمون مینه سوتا هستند، که در مدرسه با آنها بدرفتاری می‌شود.
این داستان به جستجوی وی برای پذیرش می‌پردازد و جزئیات رویدادهای تکان دهنده ای را که در آن شاهد است، و تأثیراتی که بر او تا آخر عمر داشته‌است، شرح می‌دهد.